# ورزشگاه بینگو
ورزشگاه بینگو (انگلیسی: Bingo Stadium) یک ورزشگاه چندمنظوره در شهر اونومیچی، هیروشیما، ژاپن است.
این ورزشگاه که در سال ۱۹۹۳ تأسیس شده دارای ۹٬۲۴۵ نفر ظرفیت می‌باشد و میزبان جام ملت‌های آسیا ۱۹۹۲ بوده‌است.